# Mortal Kombat (trò chơi điện tử 2011)
Mortal Kombat 2011 (theo cách gọi đầy đủ khác mà bên phát triển đặt là The Mortal Kombat) là trò chơi diện tử đối kháng trong dòng Mortal Kombat đầu tiên được sản xuất từ những năm 1992 đến năm 2008. Nó được phát triển bởi NetherRealm Studios (trước đây studio này có tên gọi là Midway Games - Chicago) trên hệ máy như Xbox 360 và PlayStation 3 sau việc Warner Bros thương thảo mua lại từ bản quyền thương hiệu Mortal Kombat từ công ty MIDWAY vào năm 2009. Trò chơi được giới thiệu vào dịp hội chợ game E3 năm 2010 với một đợt quảng cáo rầm rộ, đây là phiên bản thứ chín của thương hiệu Mortal Kombat trong dòng trò chơi đối kháng chính thức được xuất bản độc quyền dưới nhãn hiệu của công ty sản xuất trò chơi điện tử của Warner Bros.
Trò chơi được sử dụng công nghệ 3D nhưng lại được chơi theo phong cách truyền thống 2D (tức 2,5D như trò chơi điện tử Street Fighter 4 đang sử dụng) được áp dụng từ những phiên bản Mortal Kombat đời năm 1992 đến 1995 vốn nhằm vào giới game thủ chưa từng được chơi thể loại này bao giờ. Tuy trò chơi được phát hành trên hai hệ là PlayStation 3 và Xbox 360, nhưng cũng có một số ngoại lệ nếu nhà sản xuất đổi ý và cho phát hành một bản port lại trên hệ PC. Ngày phát hành chính thức là vào ngày 19 tháng 4 năm 2011 tại thị trường Bắc Mỹ, đi kèm theo phiên bản trò chơi là rất nhiều quà tặng lẫn những phiên bản đặc biệt dành riêng cho game thủ muốn sống lại quá khứ thập niên thời điện tử xèng Arcade.

## Giới thiệu
Hơn 19 năm đã trôi qua kể từ khi thương hiệu trò chơi điện tử Mortal Kombat đầu tiên ra đời vào năm 1992, trò chơi Mortal Kombat đã có một bề dày lịch sử thăng trầm khi đứng trong lĩnh vực của trò chơi điện tử đối kháng. Kể từ sau thất bại của Mortal Kombat vs DC Universe trên hệ console Play Station 3 và Xbox 360 năm 2008, và vụ việc nợ nần lùm xùm của công ty tiền thân MIDWAY bị phá sản vào năm 2009 kèm theo việc bán lại thương hiệu Mortal Kombat với giá rẻ mạt cho công ty Warner Bros. Những tưởng trò chơi của chúng ta sẽ nằm lại trong viện bảo tàng như các dòng game Arcade đời cũ thập niên 92 thì không phải như vậy, lúc này đây công ty con MIDWAY Chicago lúc này đã cho hồi sinh lại trò chơi sau sự sáp nhập giữa Warner Bros thành công bằng cách đổi tên công ty con này thành Netherealm Studio thay thế cho tên công ty MIDWAY đã bị khai tử trước đó. Và từ sự sáp nhập này cho đến việc đáp cánh đến nhà mới, những đội ngũ phát triển Mortal Kombat năm xưa nay một lần nữa mang sự tự hào của mình trở lại thời kì hoàng kim với những giá trị cốt lõi qua phiên bản trò chơi làm lại Mortal Kombat 2011.
Theo đúng cách làm lại trò chơi, phiên bản Mortal Kombat 2011 của chúng ta bắt đầu từ đoạn kết của phiên bản Mortal Kombat: Armageddon năm 2006 trên ba hệ console đó là Play Station 2, Xbox và hệ máy Wii. Tuy nhiên thay vì tiếp tục nội dung ở đoạn kết này, đội ngũ Netherealm Studio đã cho sửa lại với một nội dung khác bằng cách bỏ đi chi tiết việc Shao Kahn bị Vua Rồng Onaga kéo đi khi lên gần đỉnh tháp trước khi Blaze xuất hiện. Từ chi tiết này, họ đã cho Raiden vị thần sấm của chúng ta tiếp tục là nhân vật chính xoay quanh bộ truyện khi nói rằng ông đã đối diện trực tiếp với hoàng đế Shao Kahn (lúc này chưa bị Onaga mang đi) và đã thất bại trước những sức mạnh mà hắn ta đã được Blaze ban tặng. Trước khi hoàng đế Shao Kahn giết được Raiden, ông đã sử dụng một câu thần chú đưa những ký ức của tương lai đen tối của ông và ngày tận thế đến cho Raiden của quá khứ. Và từ quá khứ cũ này, người chơi sẽ bắt đầu quay trở lại với giải đấu Cuộc Chiến Sinh Tử đầu tiên do phù thủy Shang Tsung tổ chức. Đây cũng là ngày thế giới của Mortal Kombat gặp biến động khi những gì mà Raiden tương lai cảnh báo đang bị chính Raiden của quá khứ phá hỏng, do không thể hiểu hết những điềm báo lờ mờ cùng với thông điệp ý nghĩa quyết định qua câu nói "Anh ta phải thắng!" cho định mệnh sau này.
Kể từ khi xuất hiện những hình ảnh đầu tiên vào tháng 10/2010, phiên bản Mortal Kombat 2011 của chúng ta đã đi theo cách chơi giống với trò chơi Street Fighter IV đã ra mắt trước đó vào năm 2008 là chơi theo mô hình 2D nhưng vẫn mang phong cách 3D hóa các nhân vật và mô hình sân chiến đấu nên chúng ta hãy gọi tắt thể loại này là 2,5D. Được đúc kết và phát triển từ sau Mortal Kombat vs DC Universe, phiên bản Mortal Kombat 2011 của chúng ta vẫn sử dụng công nghệ đồ họa Unreal 3 lừng danh từ thời game Gear Of War nên phải nói rằng đây là phiên bản có đồ họa hoàn hảo nhất sau ba năm cài tiến từ số lùi Mortal Kombat vs DC Universe năm 2008. Các nhà phát triển của Netherealm Studio cho rằng việc quay trở lại thủy tổ theo lối chơi trước kia sẽ phần nào mang lại cảm giác quen thuộc hơn với fan hâm mộ gạo cội, chỉ khác là những hình ảnh hiện ra trước mắt họ lần này chi tiết hơn nhiều so với những gì họ được cảm nhận từ hơn 19 về năm trước.

## Nội dung chính
Sau ngày tận thế (tiếp nối từ phiên bản Mortal Kombat: Armageddon nhưng nội dung khác hơn), những chiến binh của thế giới Mortal Kombat đã bị diệt vong. Họ đã tự hủy diệt lẫn nhau trong cuộc chạy đua quyền lực trên đỉnh kim tự tháp, trong đoạn kết này Raiden là người cuối cùng trong trận giáp mặt với hoàng đế Shao Kahn hùng mạnh. Ông đã thua và bị thương rất nặng khi gã hoàng đế lại trở nên sung sức hơn với nguồn sức mạnh lấy được từ Blaze, chính bởi cuộc giao tranh này đã kiến cho tấm bùa sức mạnh mà Raiden mang trên ngực bị rơi ra và vỡ nát, trước lúc khi hoàng đế Shao Kahn dùng búa đập chết ông bằng đòn cuối. Raiden đã nắm trắc lấy tấm bùa đã bị vỡ nát của mình và niệm thần chú đưa ký ức của mình về khởi nguồn của sự kiện đầu tiên, và những ký ức của tương lai đã được gửi gắm. Tại đây một Cuộc Chiến Sinh Tử mới được ra đời trong tang tóc..., vốn là quá khứ cũ đã bị chính Raiden làm thay đổi.

## Công bố danh sách nhân vật
| - Baraka - Cyrax - Ermac - Jade | - Jax - Johnny Cage - Kabal - Kano | - Kenshi ^c - Kitana - Kratos ^a - Kung Lao | - Liu Kang - Mileena - Nightwolf - Noob Saibot | - Quan Chi - Raiden - Reptile - Skarlet ^c | - Scorpion - Sektor - Shang Tsung - Sheeva | - Smoke - Sonya - Stryker - Sub-Zero | - Sub-Zero (Người Máy) ^b - Sindel |

^a : Độc quyền chỉ chơi được trên hệ máy Play Station 3.

^b : Nhân vật bị thay đổi ngoại hình.

^c : Nhân vật tải về qua DLC của Xbox Live và Play Station Network.

## Công bố danh sách nhân vật khách mời từ dòng game khác
- Kratos - God Of War là một trò chơi điện tử độc quyền của Sony trên hệ máy Play Staion. Với những chiến tích giết chết cả thần thoại Hy Lạp trên bộ trò chơi điện tử chỉ để giải trí, God Of War mang thương hiệu chiến thần Kratos bạo tàn làm chủ đề chính. Và nhân vật tàn bạo này một lần nữa xuất hiện trên Mortal Kombat 2011 với tư cách khách mời nhưng chỉ xuất hiện duy nhất trên hệ máy chủ nhà Play Station 3 đi kèm tương thích công nghệ xem hình ảnh 3D chưa hề được đề cập đến trên hệ máy Xbox 360. Trước đây, tác giả trò chơi Ed Boon đã từng sáp nhập hai thế giới của Mortal Kombat và DC Universe để tìm kiếm một hướng đi mới cho series game đối kháng này nhưng ý tưởng đó lại chẳng mấy thành công khi mang về sự xụp đổ cho MIDWAY, nên việc mời một số nhân vật ngôi sao làm khách mời là một ý tưởng khá thú vị như đã từng thấy trước đó với dòng trò chơi Soul Caliber. Như đã đề cập với tư cách khác mời, chiến thần Kratos sẽ không có mặt trong phần chơi Story Mode của game mà chỉ xuất hiện trong những trận so tài thông thường với thần dân của thế giới Mortal Kombat. Bên cạnh đó, Kratos cũng sở hữu một sân đấu riêng và những đòn fatality mang phong cách riêng của ông ta theo đúng nghĩa.

## Chế độ chơi
Bài học mà đội ngũ phát triển Netherealm Studio học được từ những lỗi lầm trong quá khứ của tiền nghiệm MIDWAY đi trước chính là họ nên tự chuẩn bị những kế hoạch để chỉnh sửa tính cân bằng của trò chơi sau khi nó được phát hành, nó giống một bản vá lỗi cho các game PC thường thấy năm trước. Chính vì thế mà ngay từ trong giai đoạn phát triển, Mortal Kombat 2011 đã có thể dễ dàng chỉnh sửa sao cho phù hợp với hai hệ máy console của Play Station 3 và Xbox 360 bây giờ. Khi đã được chạm tay vào trò chơi, ngoài mục đấu đơn với " Một đấu Một ", người chơi sẽ làm quen với " Đấu đội qua Hai đấu Hai " qua sự kết hợp đầy tài tình như đã từng thấy qua phong cách từ trò Tekken Tag Tounament. Với hơn 27 nhân vật quen thuộc trở lại như ninja ma Scorpion, ninja băng giá Sub-Zero, ninja bò sát Reptile, bộ đôi chiến binh Thiếu Lâm là Liu Kang và Kung Lao, hai gã phù thủy Shang Tsung và Quan Chi v.v... người chơi còn được gặp mặt khách mời danh dự độc quyền trên hệ máy console Play Station 3, đó là chiến thần Kratos của trò chơi hành động phỏng theo thần thoại hy lạp tên " God Of War ".
Để tránh bớt nhàm chán và không có gì khác hơn ngoài đấm đá và thi chưởng như các phiên bản trước đó, đội ngũ phát triển Netherealm Studio đã cho thêm một số tính năng mới trong giao chiến đó là đưa vào một thanh METTER với ba cấp bao gồm Enhanced Move (EX Move) - đòn nâng cao của các chiêu thức đặc biệt, Breaker - phá đòn tấn công, và cuối cùng là X-Ray - đòn đánh mạnh nhất của nhân vật gây sát thương lớn đến các bộ phận xương cốt và nội tạng trong cơ thể đối phương. X-Ray là một chiêu thức thực sự là những đòn thế tàn khốc nhằm thể hiện cái chất trong Mortal Kombat theo đúng nghĩa. Về phần nào đó theo khía cạnh, chúng còn khiến người chơi phải rùng mình nhiều hơn cả lúc chứng kiến các pha kết liễu Fatality " khét tiếng ". Ở giai đoạn đầu của chiêu X-Ray, nhà sản xuất Netherealm Studio đã dựng một loạt các mô hình khung xương và nội tạng của những nhân vật trong trò chơi. Netherealm Studio lúc này nghiên cứu một loạt các trạng thái khác nhau khi bị tổn thương của những cơ quan này như bị xiên, chém, bóp, bị đấm v.v... Một số nhân vật có ngoại hình kì dị như nữ quỷ vô tính Mileena, thằn lằn Reptile hay gã nửa người nửa rồng Goro sẽ có một mô hình riêng để họ tha hồ " đập " nó trên màn ảnh qua việc thử game. Sau đó, các đòn X-Ray của từng nhân vật sẽ được phác thảo trên giấy rồi chuyển tới đội ngũ thực hiện các cơ chế hình ảnh chuyển động nhân vật gọi tắt là " motion capture". Những tư liệu thu được trong quá trình này sẽ được sơ chế và qua tay đội ngũ dựng hình 3D nhằm lên khung trên máy tính. Cuối cùng, sau khi thêm màu sắc và hiệu ứng máu chảy và sự nứt rạn, chúng sẽ trở nên rất đáng sợ khi chúng ta thực hiện. Khi nhà sản xuất lần đầu công bố tính năng này tại hội trợ E3 2010, đông đảo công chúng đã phải lặng người kinh ngạc về sự tàn khốc của chiêu thức. Các đòn X-Ray ra đời với nhiệm vụ thể hiện những cú đánh với sức sát thương mạnh đến mức làm tổn thương cả khung xương và các cơ quan nội tạng trong người một nhân vật qua một lớp ảnh chụp chớp nhoáng khi đánh trong những lần thượng đài sinh tử của Mortal Kombat. Đồng thời, bản thân các đòn X-Ray cũng là một phần không thể tách rời của các nhân vật. Chúng được xây dựng dựa trên tính cách, phong cách của từng cá nhân trong trò chơi nhằm thể hiện bản chất của người ra đòn này.

## Ấn phẩm mua hàng đi kèm
Nhằm vào dịp giới thiệu trò chơi Mortal Kombat mới do Warner Bros mua lại, NetherRealm Studios đã chuẩn bị những phiên bản đĩa trò chơi đặc biệt nhằm đánh giấu sự trở lại của Mortal Kombat năm 2011 với nhiều phần quà hấp dẫn không thể chối từ trong các mặt hàng đi kèm sau:
| Standard Edition | Tournament Edition | Kollector's Editions |
| ---------------- | ------------------ | -------------------- |
|                  |                    |                      |

1. Standard Edition
- Trên hệ máy Play Station 3 và Xbox 360 -
- 1 đĩa game Mortal Kombat 2011
- 1 tấm thẻ DLC nhân vật Scorpion đời MK1 (Độc quyền dành cho những ai đặt mua hàng tại hệ thống phân phối GameStop)
- 1 tấm thẻ DLC nhân vật Sub-Zero đời MK1 (Độc quyền dành cho những ai đặt mua hàng tại hệ thống phân phối Game Buy)

2. Tournament Edition
- Trên hệ máy Play Station 3 -
- 1 tấm thẻ DLC bộ trang phục nhân vật Reptile (Retro Ninja)
- 1 hộp tay cầm điều khiển Arcade thiết kế cầu kì / cùng một dây kết nối
- 1 đĩa game Mortal Kombat 2011

- Trên hệ máy Xbox 360 -
- 1 tấm thẻ DLC bộ trang phục nhân vật Reptile (Retro Ninja)
- 1 tấm thẻ koin nhằm download bộ quần áo Kung Lao cho linh vật của Xbox 360
- 1 hộp tay cầm điều khiển Arcade thiết kế cầu kì / cùng một dây kết nối
- 1 đĩa game Mortal Kombat 2011

3. Kollector's Editions
- Trên hệ máy Play Station 3 -
- 1 tấm thẻ DLC bộ trang phục nhân vật Reptile (Retro Ninja)
- 1 sách chứa những tấm hình vẽ (chưa tiết lộ số trang) về Mortal Kombat 2011
- 1 đĩa game Mortal Kombat 2011
- 1 Hộp đựng các sản phẩm trên đi kèm tượng đồ chơi nhân vật Scorpion đang đập tường

- Trên hệ máy Xbox 360 -
- 1 tấm thẻ DLC bộ trang phục nhân vật Reptile (Retro Ninja)
- 1 tấm thẻ koin nhằm download bộ quần áo Kung Lao cho linh vật của Xbox 360
- 1 sách chứa những tấm hình vẽ (chưa tiết lộ số trang) về Mortal Kombat 2011
- 1 đĩa game Mortal Kombat 2011
- 1 Hộp đựng các sản phẩm trên đi kèm tượng đồ chơi nhân vật Scorpion đang đập tường